# William King (romancier)
Pour les articles homonymes, voir William King et King.
Œuvres principales
- Univers Warhammer
- Univers Warhammer 40,000

William King, aussi connu sous le nom de Bill King, né le 7 décembre 1959 à Stranraer en Écosse, est un auteur britannique qui a écrit bon nombre de livres de science-fiction et de fantasy, notamment liés aux univers Warhammer et Warhammer 40,000, publiés par la Black Library (branche fiction de Games Workshop), et en France par la Bibliothèque Interdite.

## Carrière
William King a écrit son premier roman pour la Black Library en 1999, Tueur de Troll.
Ses personnages les plus connus sont Gotrek & Felix, apparus dans une série de romans, commençant avec Tueur de Troll, une collection de nouvelles déjà publiées et inédites. Son troisième personnage le plus connu est Ragnar Blackmane, un Space Marine de Warhammer 40,000, un univers créé pour un jeu de plateau (Bien que le personnage existait déjà dans le jeu et le Fluff de l'univers, King l'a pris et a développé son histoire dans ses séries de romans).
En 2010, il a signé un contrat d'une série de trois romans avec la Black Library qui se concentre sur les frères elfes Tyrion etTeclis.
Avant de s'installer en République Tchèque, King a passé un certain nombre d'années en tant que concepteur pour GW, contribuant à leur univers de jeux (où se déroule la majorité de ses fictions).  Il a également écrit une tétralogie de livres présentant les Death Angels qui sont disponibles en République Tchèque, en Allemagne et en Espagne.
Il s'est marié avec Radka le 24 septembre 2005, et vit à Prague avec sa famille.
Le dernier travail en date de King est Illidan: World of Warcraft Pour la société Blizzard Entertainment, sortie en mars 2016.

## Œuvres

### SérieGotrek & Felix
- Tueur de Trolls (1999)
- Tueur de Skaven (1999)
- Tueur de Démons (1999)
- Tueur de Dragons (2000)
- Tueur de Monstres (2001)
- Tueur de vampires (2001)
- Tueur de Géants (2003)

### TrilogieTyrion et Teclis
- Le Sang d'Aenarion (2011)
- L'épée de Caledor (2012)
- Le fléau de Malekith (2013)

### TrilogieCroisade de Macharius
- Ange de feu (2012)
- Le Poing de Demetrius (2013)
- La Chute de Macharius (2014)

### SérieRagnar Blackmane
- Space Wolf
- La griffe de Ragnar
- Chasseur Gris
- WolfBlade

### TétralogieTerrarch
- Death Angels
- La Tour des Serpents
- L'assassin de la Reine
- Les armées des morts (renommé Shadowblood)

### UniversWorld of Warcraft

#### SérieShadowlands
Chaque volume de cette série est écrit par un écrivain différent. Les auteurs des autres volumes sont : Christie Golden (tome 2) et Madeleine Roux (tome 3).
1. Illidan, Bragelonne, 2016 ((en) Illidan, 2016)

### Nouvelles
- Troupes Vertes
- Jardin Rouge
- Visiter les morts
- Skyrider
- Le prix de leurs Jouets
- Le Rire des Dieux Sombres
- Geheimnisnacht
- Chevaucheurs de Loups
- L'obscurité sous le Monde
- La Fille des Beaux Quartiers
- Deathwing (avec B. Ansell)
- Les Maraudeurs du Démon
- Les Griffes du Skaven
- Easy Steps to Posthumanity
- Le Maître Mutant
- Dans le Ventre de la Bête
- L'enfant de Ulric
- Sang et Ténèbres
- La Marque de Slaanesh
- Le Rituel Ultime(avec N Jones)
- La Colère de Khârn
- La Fille de Redhand
- Le Gardien de l'Aube
- Les Serviteurs du Seigneur Sombre

### Autres publications
- Farseer
- Le Rire des Dieux Sombres (L’anthologie des nouvelles)
- L'agent de l'Enquête (Un Mystère Victorien)
- Warzone: Mutant Chronicles